# Franciszek Karaś
Franciszek Karaś (ur. 5 października?/17 października 1862 w majątku Górki, ihumeńskiego powiatu, zm. 27 września 1942 w Warszawie) – oficer armii Imperium Rosyjskiego, generał brygady Wojska Polskiego.

## Młodość, służba w carskiej armii
Syn Antoniego i Katarzyny z domu Sulżyńska. Początkowo nauki pobierał w Mińsku, następnie kształcił się w Szkole Junkrów w Warszawie. W 1885 roku otrzymał stopień podporucznika, służbę odbywał m.in. w 66 Butyrskim Pułku Piechoty Generała Dochturowa i 152 Władykaukaskim Pułku Piechoty. Uczestniczył w wojnie rosyjsko-japońskiej i I wojnie światowej. Po rewolucji październikowej był prezesem Domu Polskiego w Benderach, wstąpił też do Związku Wojskowych Polaków w Odessie. Następnie na stanowisku szefa sanitarnego Legionu Odeskiego, po jego rozwiązaniu od 2 maja do 2 lipca 1918 roku naczelny lekarz w lazarecie 3 Dywizji Strzelców Polskich w I Korpusie Polskim w Rosji.

## Służba w WP, późniejsze losy
Od 1 września 1918 roku w Warszawie, na stanowisku referenta sekcji opieki nad inwalidami przy Komisji Wojskowej.
Pochowany został na Cmentarzu Wojskowym na Powązkach (kwatera C 30 wojenna-1-3).